# Molenda (skała)
Molenda – skała we wsi Suliszowice w województwie śląskim, w powiecie myszkowskim, w gminie Żarki. Znajduje się na Wyżynie Częstochowskiej w obrębie Wyżyny Krakowsko-Częstochowskiej.
Molenda znajduje się w lesie, w odległości około 150 m od żółtego szlaku turystycznego i około 900 m od drogi w Suliszowicach. Jest to niedawno odkryta przez wspinaczy skalnych skała. Pierwsze drogi wspinaczkowe poprowadzono na niej w 2018 roku. Zbudowana jest z wapieni, ma wysokość 10–14 m i ściany pionowe lub przewieszone z filarami. Do maja 2022 roku wspinacze poprowadzili na niej 8 dróg wspinaczkowych o trudności od V do VI.3 w skali polskiej i wystawie zachodniej lub północno-zachodniej. Wszystkie drogi mają stałe punkty asekuracyjne: ringi (r), stanowiska zjazdowe (st) lub ringi zjazdowe (rz).

## Drogi wspinaczkowe
Molenda I
1. Implant; 4r + st, V+, 10 m
2. Atak myśli; 5r + st, VI.2+, 11 m
3. Oszust metrykalny; 6r + st, VI.2, 14 m
4. Altzheimer; 4r + st, VI.1, 13 m
5. Okulary; 5r + st, VI+, 13 m

Molenda II
1. Szpagacik; 4r + st, VI, 10 m
2. Psia inteligencja; 4r + st, VI.3, 10 m

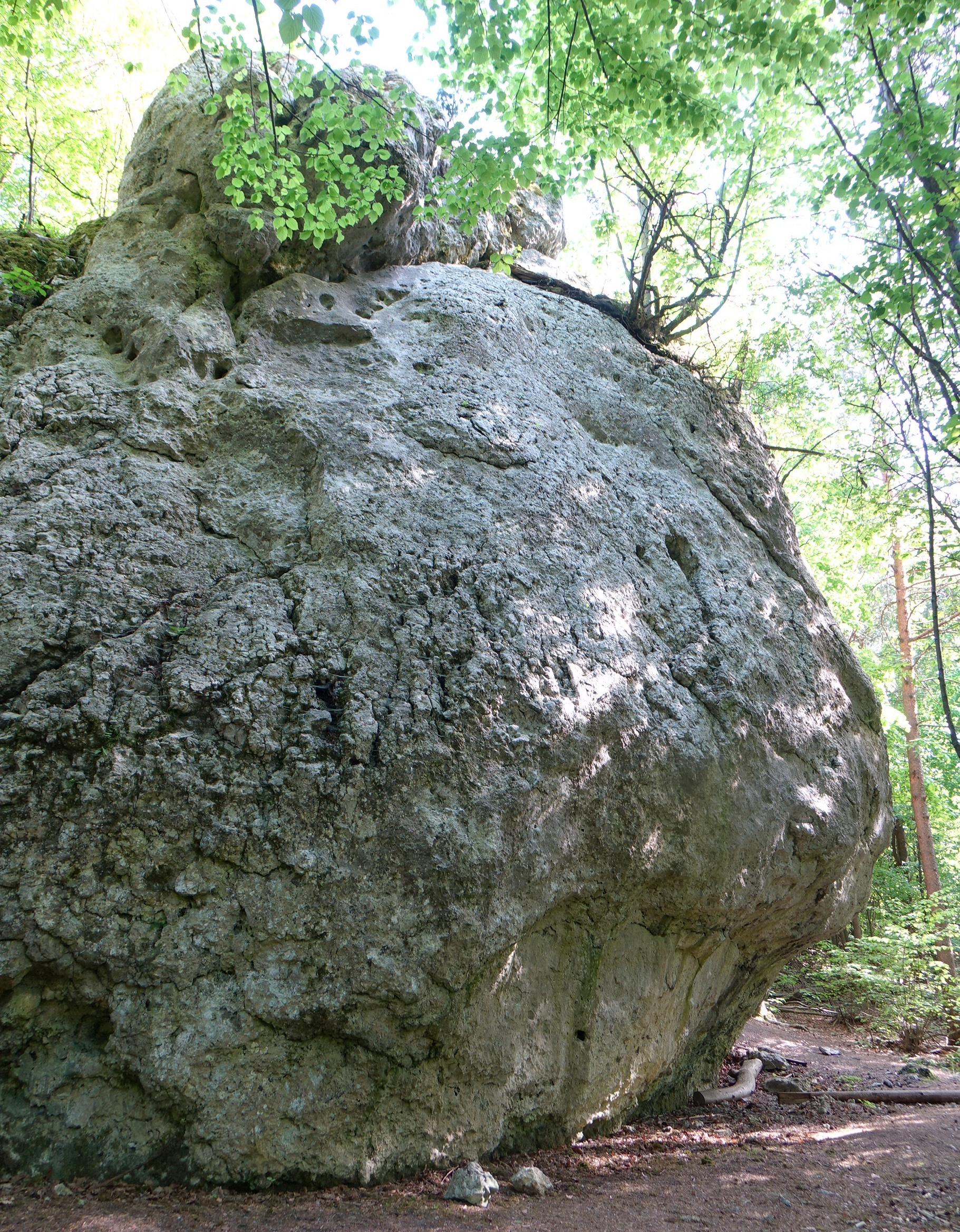
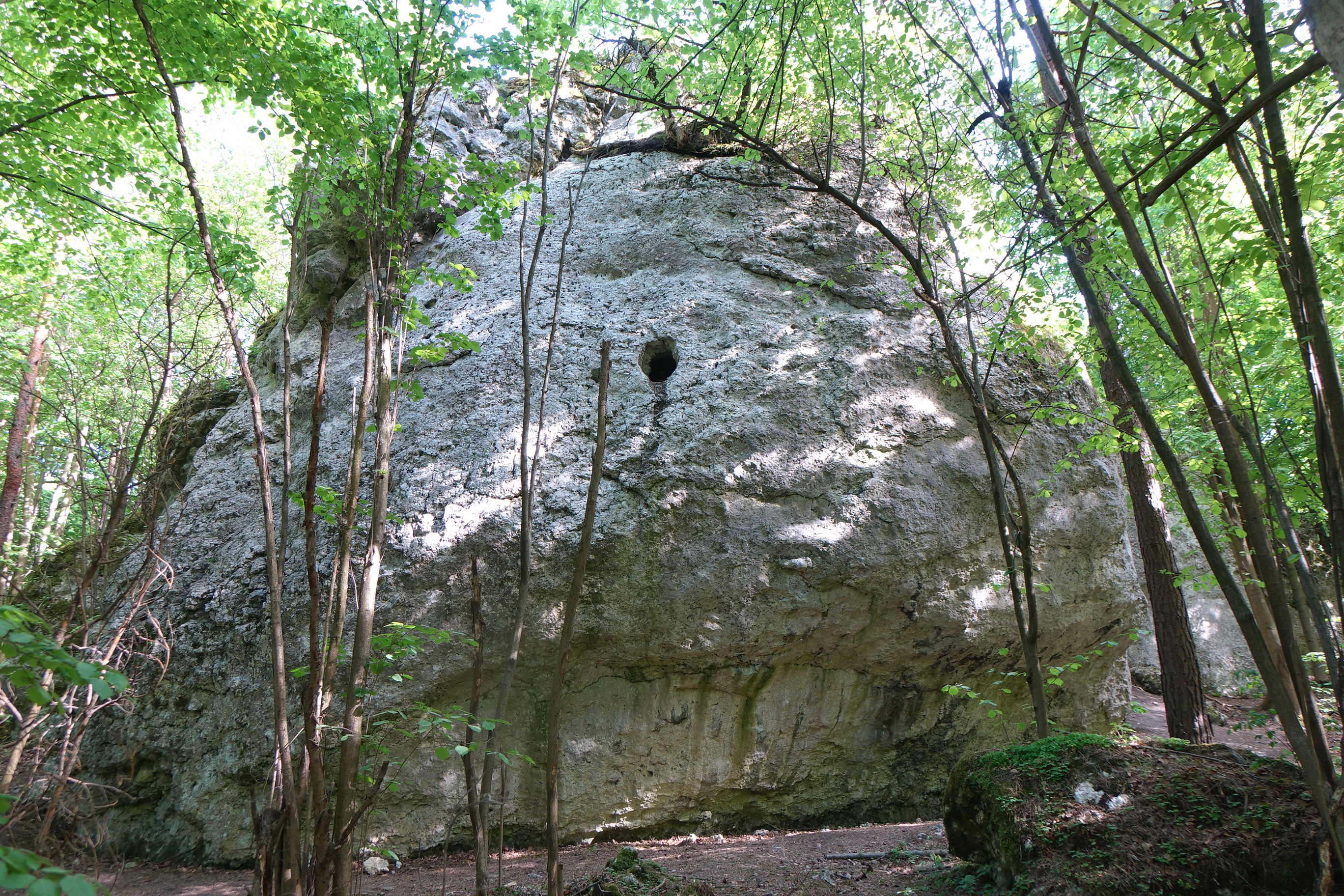
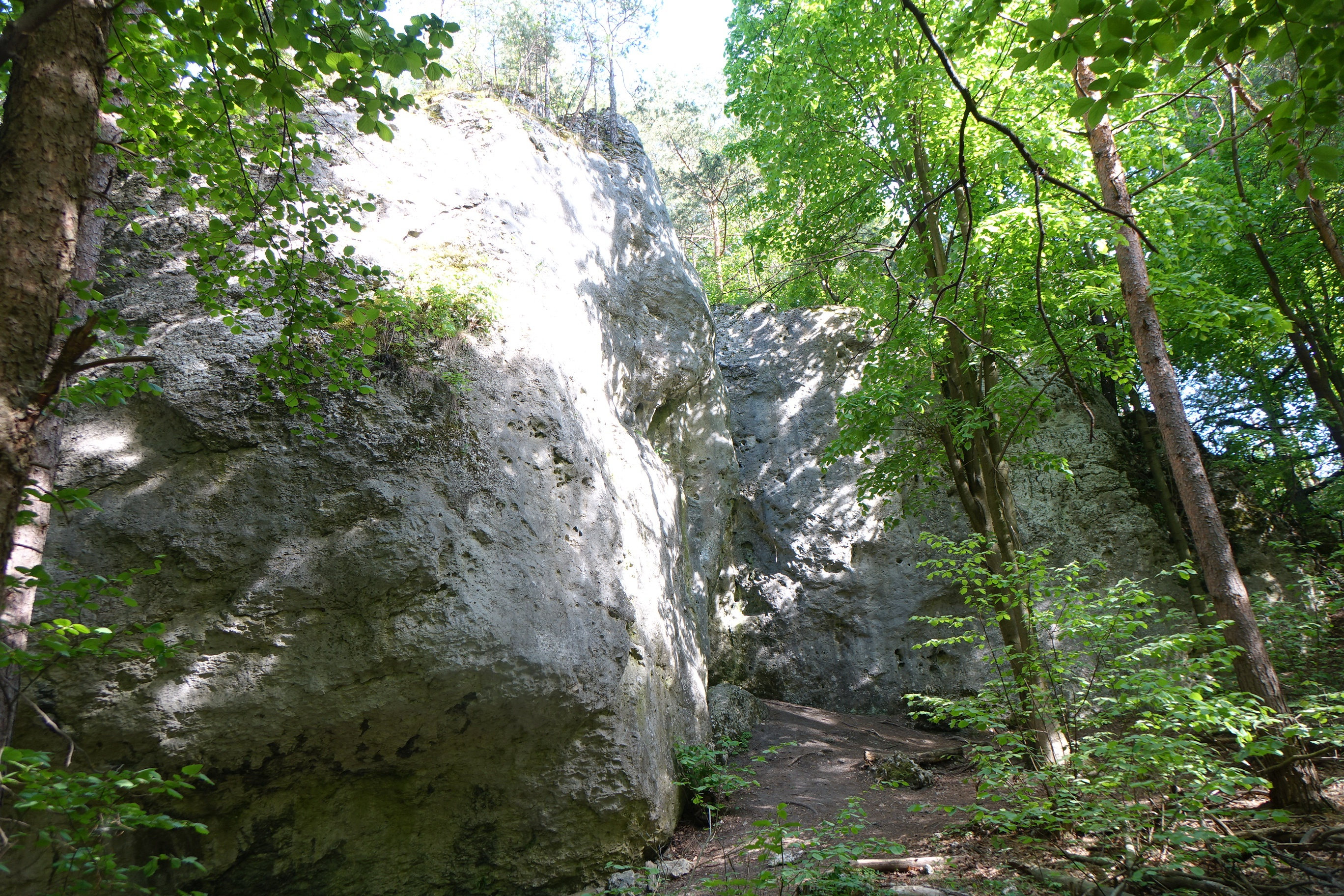
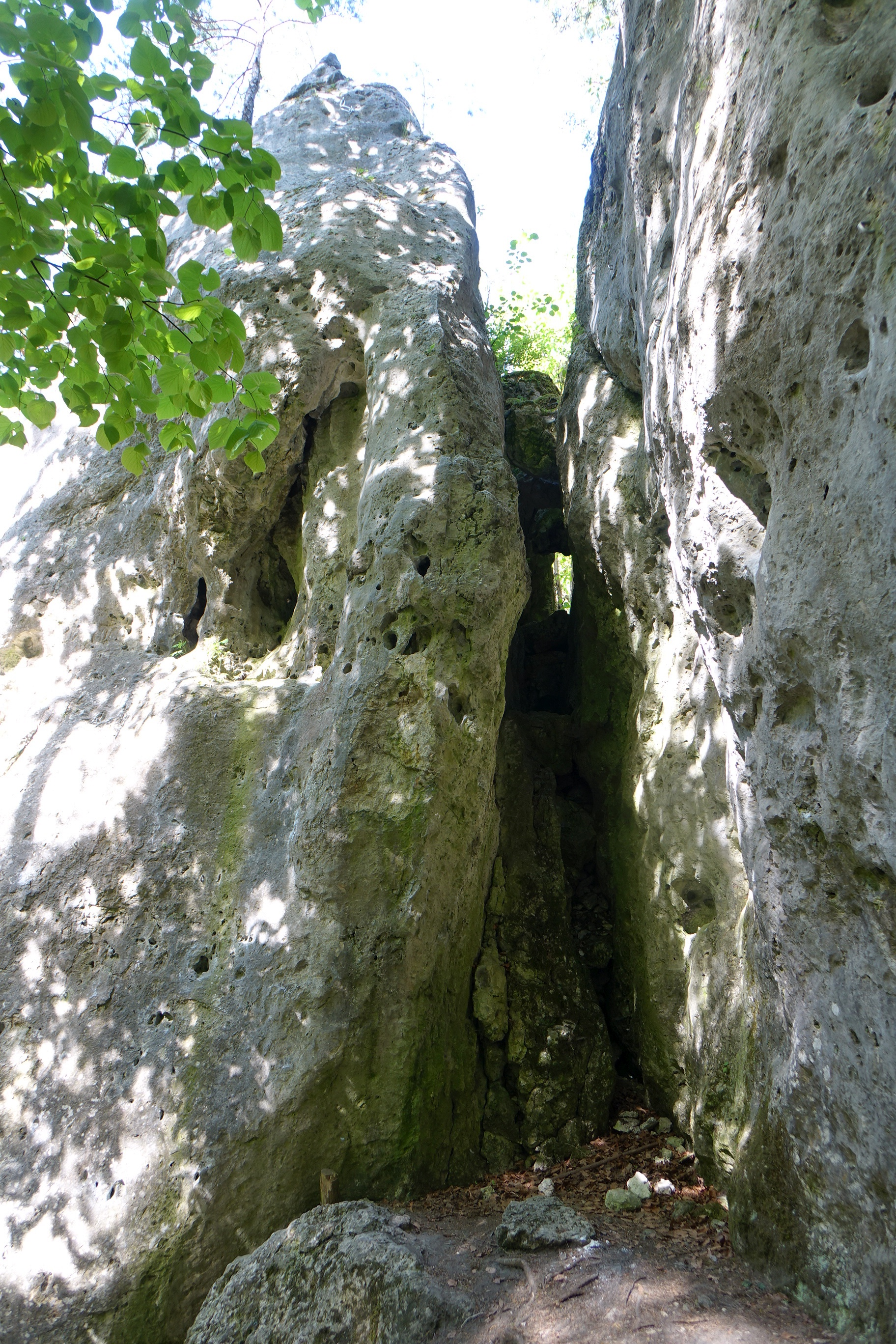
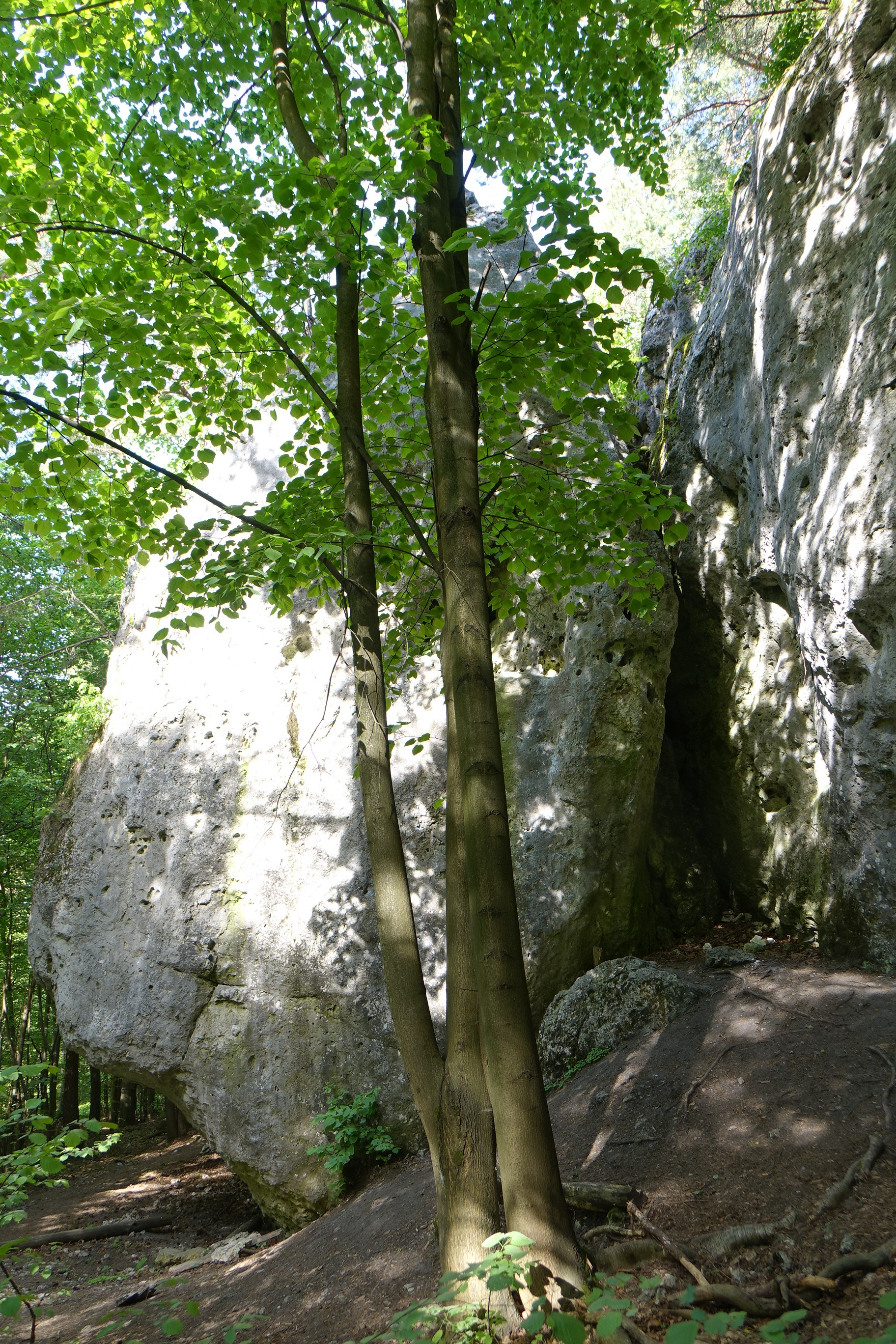
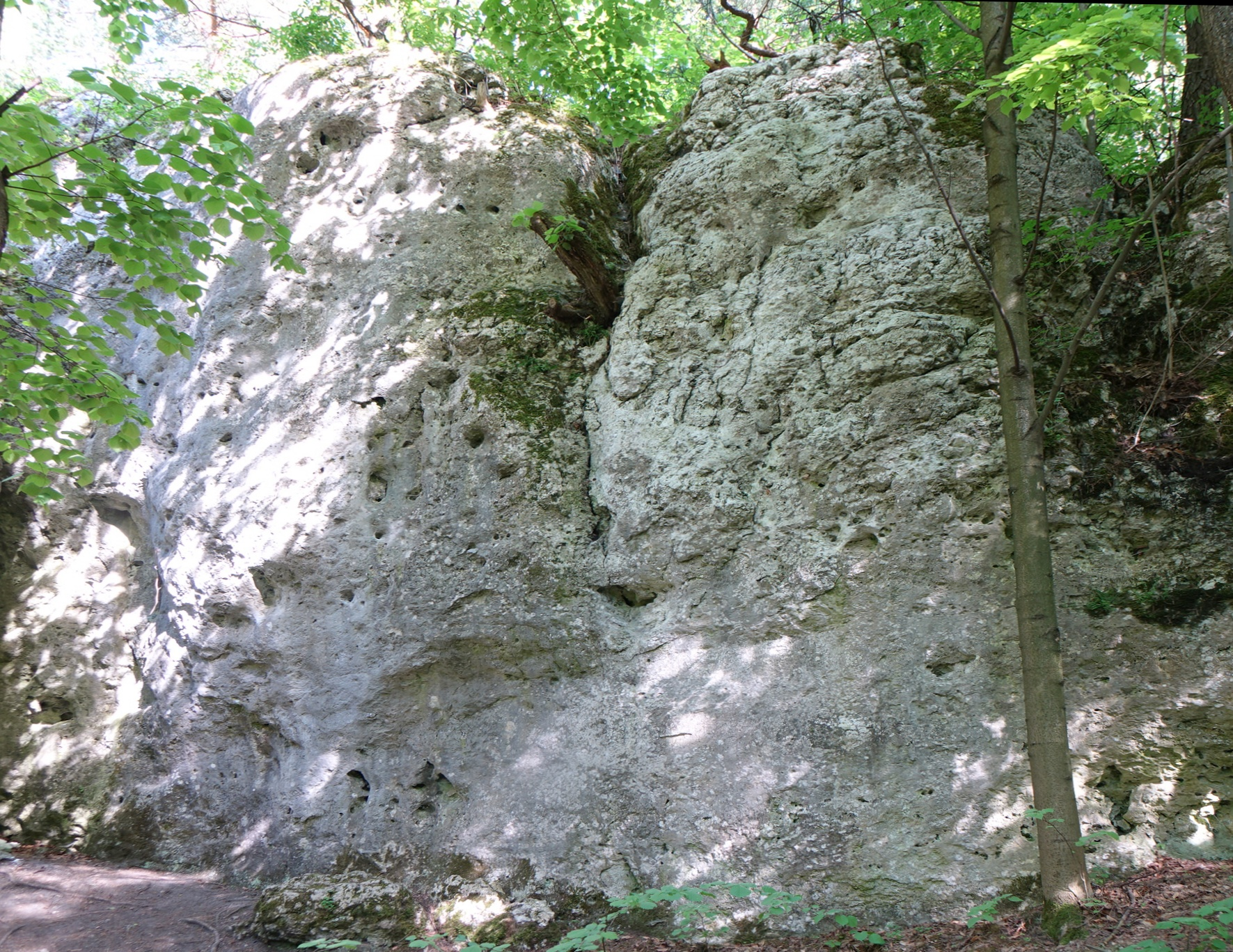

3. Monotop; 3r + st, V, 10 m[4].